# Rytigynia
Genre
Rytigynia est un genre de plantes de la famille des Rubiaceae.

## Liste des espèces et variétés
Selon Catalogue of Life (1 septembre 2017) :
- Rytigynia acuminatissima (K.Schum.) Robyns
- Rytigynia adenodonta (K.Schum.) Robyns
- Rytigynia argentea (Wernham) Robyns
- Rytigynia bagshawei (S.Moore) Robyns
- Rytigynia beniensis (De Wild.) Robyns
- Rytigynia binata (K.Schum.) Robyns
- Rytigynia bomiliensis (De Wild.) Robyns
- Rytigynia bridsoniae Verdc.
- Rytigynia bugoyensis (K.Krause) Verdc.
- Rytigynia canthioides (Benth.) Robyns
- Rytigynia caudatissima Verdc.
- Rytigynia celastroides (Baill.) Verdc.
- Rytigynia claessensii (De Wild.) Robyns
- Rytigynia claviflora Robyns
- Rytigynia congesta (K.Krause) Robyns
- Rytigynia constricta Robyns
- Rytigynia dasyothamnus (K.Schum.) Robyns
- Rytigynia decussata (K.Schum.) Robyns
- Rytigynia demeusei (De Wild.) Robyns
- Rytigynia dewevrei (De Wild. & T.Durand) Robyns
- Rytigynia dichasialis Lantz & Gereau
- Rytigynia dubiosa (De Wild.) Robyns
- Rytigynia eickii (K.Schum. & K.Krause) Bullock
- Rytigynia erythroxyloides (Baill.) A.P.Davis & Govaerts
- Rytigynia ferruginea Robyns
- Rytigynia flavida Robyns
- Rytigynia glabrifolia (De Wild.) Robyns
- Rytigynia gossweileri Robyns
- Rytigynia gracilipetiolata (De Wild.) Robyns
- Rytigynia griseovelutina Verdc.
- Rytigynia hirsutiflora Verdc.
- Rytigynia humbertii Cavaco
- Rytigynia ignobilis Verdc.
- Rytigynia kigeziensis Verdc.
- Rytigynia kiwuensis (K.Krause) Robyns
- Rytigynia krauseana Robyns
- Rytigynia laurentii (De Wild.) Robyns
- Rytigynia lecomtei Robyns
- Rytigynia leonensis (K.Schum.) Robyns
- Rytigynia lewisii Tennant
- Rytigynia liberica Robyns
- Rytigynia lichenoxenos (K.Schum.) Robyns
- Rytigynia longicaudata Verdc.
- Rytigynia longipedicellata Verdc.
- Rytigynia longituba Verdc.
- Rytigynia macrostipulata Robyns
- Rytigynia macrura Verdc.
- Rytigynia madagascariensis Homolle ex Cavaco
- Rytigynia mayumbensis Robyns
- Rytigynia membranacea (Hiern) Robyns
- Rytigynia monantha (K.Schum.) Robyns
- Rytigynia mrimaensis Verdc.
- Rytigynia mutabilis Robyns
- Rytigynia neglecta (Hiern) Robyns
- Rytigynia nigerica (S.Moore) Robyns
- Rytigynia nodulosa (K.Schum.) Robyns
- Rytigynia obscura Robyns
- Rytigynia orbicularis (K.Schum.) Robyns
- Rytigynia parvifolia Verdc.
- Rytigynia pauciflora (Schweinf. ex Hiern) R.D.Good
- Rytigynia pawekiae Verdc.
- Rytigynia pergracilis Verdc.
- Rytigynia pseudolongicaudata Verdc.
- Rytigynia pubescens Verdc.
- Rytigynia rhamnoides Robyns
- Rytigynia rubiginosa (K.Schum.) Robyns
- Rytigynia rubra Robyns
- Rytigynia ruwenzoriensis (De Wild.) Robyns
- Rytigynia saliensis Verdc.
- Rytigynia sambavensis Cavaco
- Rytigynia senegalensis Blume
- Rytigynia setosa Robyns
- Rytigynia seyrigii Cavaco
- Rytigynia squamata (De Wild.) Robyns
- Rytigynia stolzii Robyns
- Rytigynia subbiflora (Mildbr.) Robyns
- Rytigynia syringifolia (Baker) A.P.Davis & Govaerts
- Rytigynia torrei Verdc.
- Rytigynia uhligii (K.Schum. & K.Krause) Verdc.
- Rytigynia umbellulata (Hiern) Robyns
- Rytigynia verruculosa (K.Krause) Robyns
- Rytigynia xanthotricha (K.Schum.) Verdc.

Selon World Checklist of Selected Plant Families (WCSP) (1 septembre 2017) :
- Rytigynia acuminatissima (K.Schum.) Robyns (1928)
  - sous-espèce Rytigynia acuminatissima subsp. acuminatissima
  - sous-espèce Rytigynia acuminatissima subsp. pedunculata Verdc. (1987)
- Rytigynia adenodonta (K.Schum.) Robyns (1928)
  - variété Rytigynia adenodonta var. adenodonta
  - variété Rytigynia adenodonta var. reticulata (Robyns) Verdc. (1987)
- Rytigynia argentea (Wernham) Robyns (1928)
- Rytigynia bagshawei (S.Moore) Robyns (1928)
  - variété Rytigynia bagshawei var. bagshawei
  - variété Rytigynia bagshawei var. lebrunii (Robyns) Verdc. (1985)
- Rytigynia beniensis (De Wild.) Robyns (1928)
- Rytigynia binata (K.Schum.) Robyns (1928)
- Rytigynia bomiliensis (De Wild.) Robyns (1928)
- Rytigynia bridsoniae Verdc. (1985)
  - sous-espèce Rytigynia bridsoniae subsp. bridsoniae
  - sous-espèce Rytigynia bridsoniae subsp. kahuzica Verdc. (1987)
- Rytigynia bugoyensis (K.Krause) Verdc. (1980)
  - sous-espèce Rytigynia bugoyensis subsp. bugoyensis
  - sous-espèce Rytigynia bugoyensis subsp. glabriflora Verdc. (1987)
- Rytigynia canthioides (Benth.) Robyns (1928)
- Rytigynia caudatissima Verdc. (1987)
- Rytigynia celastroides (Baill.) Verdc. (1987)
  - variété Rytigynia celastroides var. australis Verdc. (1987)
  - variété Rytigynia celastroides var. celastroides
  - variété Rytigynia celastroides var. nuda Verdc. (1987)
- Rytigynia claessensii (De Wild.) Robyns (1928)
- Rytigynia claviflora Robyns (1928)
- Rytigynia congesta (K.Krause) Robyns (1928)
- Rytigynia constricta Robyns (1928)
- Rytigynia dasyothamnus (K.Schum.) Robyns (1928)
- Rytigynia decussata (K.Schum.) Robyns (1928)
- Rytigynia demeusei (De Wild.) Robyns (1928)
- Rytigynia dewevrei (De Wild. & T.Durand) Robyns (1928)
- Rytigynia dichasialis Lantz & Gereau (2005)
- Rytigynia dubiosa (De Wild.) Robyns (1928)
- Rytigynia eickii (K.Schum. & K.Krause) Bullock (1932)
- Rytigynia erythroxyloides (Baill.) A.P.Davis & Govaerts (2007)
- Rytigynia ferruginea Robyns (1928)
- Rytigynia flavida Robyns (1928)
- Rytigynia glabrifolia (De Wild.) Robyns (1928)
- Rytigynia gossweileri Robyns (1931)
- Rytigynia gracilipetiolata (De Wild.) Robyns (1928)
- Rytigynia griseovelutina Verdc. (1987)
- Rytigynia hirsutiflora Verdc. (1987)
- Rytigynia humbertii Cavaco, Portugaliae Acta Biol., Sér. B (1970-1971 publ. 1972)
- Rytigynia ignobilis Verdc. (1987)
- Rytigynia kigeziensis Verdc. (1985)
- Rytigynia kiwuensis (K.Krause) Robyns (1928)
- Rytigynia krauseana Robyns (1928)
- Rytigynia laurentii (De Wild.) Robyns (1928)
- Rytigynia lecomtei Robyns (1928)
- Rytigynia leonensis (K.Schum.) Robyns (1928)
- Rytigynia lewisii Tennant (1968)
- Rytigynia liberica Robyns (1928)
- Rytigynia lichenoxenos (K.Schum.) Robyns (1928)
- Rytigynia longicaudata Verdc. (1987)
- Rytigynia longipedicellata Verdc., Fl. Trop. E. Afr. (1991)
- Rytigynia longituba Verdc., Fl. Trop. E. Afr. (1991)
- Rytigynia macrostipulata Robyns (1928)
- Rytigynia macrura Verdc. (1987)
- Rytigynia madagascariensis Homolle ex Cavaco, Portugaliae Acta Biol., Sér. B (1970-1971 publ. 1972)
- Rytigynia mayumbensis Robyns (1931)
- Rytigynia membranacea (Hiern) Robyns (1928)
- Rytigynia monantha (K.Schum.) Robyns (1928)
  - variété Rytigynia monantha var. lusakati Verdc. (1987)
  - variété Rytigynia monantha var. monantha
- Rytigynia mrimaensis Verdc. (1987)
- Rytigynia mutabilis Robyns (1928)
- Rytigynia neglecta (Hiern) Robyns (1928)
  - variété Rytigynia neglecta var. neglecta
  - variété Rytigynia neglecta var. vatkeana (Hiern) Verdc. (1987)
- Rytigynia nigerica (S.Moore) Robyns (1928)
- Rytigynia nodulosa (K.Schum.) Robyns (1928)
- Rytigynia obscura Robyns (1928)
- Rytigynia orbicularis (K.Schum.) Robyns (1928)
- Rytigynia parvifolia Verdc. (1987)
- Rytigynia pauciflora (Schweinf. ex Hiern) R.D.Good (1926)
- Rytigynia pawekiae Verdc. (1987)
- Rytigynia pergracilis Verdc. (1987)
- Rytigynia pseudolongicaudata Verdc. (1987)
- Rytigynia pubescens Verdc. (1987)
- Rytigynia rhamnoides Robyns (1928)
- Rytigynia rubiginosa (K.Schum.) Robyns (1928)
  - sous-espèce Rytigynia rubiginosa subsp. cymigera (Bremek.) Verdc. (1987)
  - sous-espèce Rytigynia rubiginosa subsp. rubiginosa
- Rytigynia rubra Robyns (1928)
- Rytigynia ruwenzoriensis (De Wild.) Robyns (1928)
- Rytigynia saliensis Verdc. (1987)
- Rytigynia sambavensis Cavaco, Portugaliae Acta Biol., Sér. B (1970-1971 publ. 1972)
- Rytigynia senegalensis Blume (1850)
- Rytigynia setosa Robyns (1928)
- Rytigynia seyrigii Cavaco, Portugaliae Acta Biol., Sér. B (1970-1971 publ. 1972)
  - variété Rytigynia seyrigii var. bosseri Cavaco, Portugaliae Acta Biol., Sér. B (1970-1971 publ. 1972)
  - variété Rytigynia seyrigii var. seyrigii
- Rytigynia squamata (De Wild.) Robyns (1928)
- Rytigynia stolzii Robyns (1928)
- Rytigynia subbiflora (Mildbr.) Robyns (1928)
- Rytigynia syringifolia (Baker) A.P.Davis & Govaerts (2007)
- Rytigynia torrei Verdc. (1993)
- Rytigynia uhligii (K.Schum. & K.Krause) Verdc. (1987)
- Rytigynia umbellulata (Hiern) Robyns (1928)
- Rytigynia verruculosa (K.Krause) Robyns (1928)
- Rytigynia xanthotricha (K.Schum.) Verdc. (1981)

Selon NCBI (1 septembre 2017) :
- Rytigynia adenodonta
- Rytigynia bagshawei
- Rytigynia beniensis
- Rytigynia celastroides
  - variété Rytigynia celastroides var. celastroides
- Rytigynia decussata
- Rytigynia eickii
- Rytigynia flavida
- Rytigynia fuscosetulosa
- Rytigynia hirsutiflora
- Rytigynia humbertii
- Rytigynia induta
- Rytigynia lichenoxenos
- Rytigynia longicaudata
- Rytigynia longipedicellata
- Rytigynia macrura
- Rytigynia membranacea
- Rytigynia monantha
- Rytigynia neglecta
- Rytigynia orbicularis
- Rytigynia parvifolia
- Rytigynia pseudolongicaudata
- Rytigynia rubra
- Rytigynia sambavensis
- Rytigynia senegalensis
- Rytigynia seyrigii
- Rytigynia stolzii
- Rytigynia uhligii
- Rytigynia umbellulata
- Rytigynia xanthotricha

Selon The Plant List (1 septembre 2017) :
- Rytigynia acuminatissima (K.Schum.) Robyns
- Rytigynia adenodonta (K.Schum.) Robyns
- Rytigynia argentea (Wernham) Robyns
- Rytigynia bagshawei (S.Moore) Robyns
- Rytigynia beniensis (De Wild.) Robyns
- Rytigynia binata (K.Schum.) Robyns
- Rytigynia bomiliensis (De Wild.) Robyns
- Rytigynia bridsoniae Verdc.
- Rytigynia bugoyensis (K.Krause) Verdc.
- Rytigynia canthioides (Benth.) Robyns
- Rytigynia caudatissima Verdc.
- Rytigynia celastroides (Baill.) Verdc.
- Rytigynia claessensii (De Wild.) Robyns
- Rytigynia claviflora Robyns
- Rytigynia congesta (K.Krause) Robyns
- Rytigynia constricta Robyns
- Rytigynia dasyothamnus (K.Schum.) Robyns
- Rytigynia decussata (K.Schum.) Robyns
- Rytigynia demeusei (De Wild.) Robyns
- Rytigynia dewevrei (De Wild. & T.Durand) Robyns
- Rytigynia dichasialis Lantz & Gereau
- Rytigynia dubiosa (De Wild.) Robyns
- Rytigynia eickii (K.Schum. & K.Krause) Bullock
- Rytigynia erythroxyloides (Baill.) A.P.Davis & Govaerts
- Rytigynia ferruginea Robyns
- Rytigynia flavida Robyns
- Rytigynia glabrifolia (De Wild.) Robyns
- Rytigynia gossweileri Robyns
- Rytigynia gracilipetiolata (De Wild.) Robyns
- Rytigynia griseovelutina Verdc.
- Rytigynia hirsutiflora Verdc.
- Rytigynia humbertii Cavaco
- Rytigynia ignobilis Verdc.
- Rytigynia kigeziensis Verdc.
- Rytigynia kiwuensis (K.Krause) Robyns
- Rytigynia krauseana Robyns
- Rytigynia laurentii (De Wild.) Robyns
- Rytigynia lecomtei Robyns
- Rytigynia leonensis (K.Schum.) Robyns
- Rytigynia lewisii Tennant
- Rytigynia liberica Robyns
- Rytigynia lichenoxenos (K.Schum.) Robyns
- Rytigynia longicaudata Verdc.
- Rytigynia longipedicellata Verdc.
- Rytigynia longituba Verdc.
- Rytigynia macrostipulata Robyns
- Rytigynia macrura Verdc.
- Rytigynia madagascariensis Homolle ex Cavaco
- Rytigynia mayumbensis Robyns
- Rytigynia membranacea (Hiern) Robyns
- Rytigynia monantha (K.Schum.) Robyns
- Rytigynia mrimaensis Verdc.
- Rytigynia mutabilis Robyns
- Rytigynia neglecta (Hiern) Robyns
- Rytigynia nigerica (S.Moore) Robyns
- Rytigynia nodulosa (K.Schum.) Robyns
- Rytigynia obscura Robyns
- Rytigynia orbicularis (K.Schum.) Robyns
- Rytigynia parvifolia Verdc.
- Rytigynia pauciflora (Schweinf. ex Hiern) R.D.Good
- Rytigynia pawekiae Verdc.
- Rytigynia pergracilis Verdc.
- Rytigynia pseudolongicaudata Verdc.
- Rytigynia pubescens Verdc.
- Rytigynia rhamnoides Robyns
- Rytigynia rubiginosa (K.Schum.) Robyns
- Rytigynia rubra Robyns
- Rytigynia ruwenzoriensis (De Wild.) Robyns
- Rytigynia saliensis Verdc.
- Rytigynia sambavensis Cavaco
- Rytigynia senegalensis Blume
- Rytigynia setosa Robyns
- Rytigynia seyrigii Cavaco
- Rytigynia squamata (De Wild.) Robyns
- Rytigynia stolzii Robyns
- Rytigynia subbiflora (Mildbr.) Robyns
- Rytigynia syringifolia (Baker) A.P.Davis & Govaerts
- Rytigynia torrei Verdc.
- Rytigynia uhligii (K.Schum. & K.Krause) Verdc.
- Rytigynia umbellulata (Hiern) Robyns
- Rytigynia verruculosa (K.Krause) Robyns
- Rytigynia xanthotricha (K.Schum.) Verdc.

Selon Tropicos (1 septembre 2017) (Attention liste brute contenant possiblement des synonymes) :
- Rytigynia acuminatissima (K. Schum.) Robyns
- Rytigynia adenodonta (K. Schum.) Robyns
- Rytigynia affinis (Robyns) Hepper
- Rytigynia amaniensis (K. Krause) Bullock
- Rytigynia argentea (Wernham) Robyns
- Rytigynia bagshawei (S. Moore) Robyns
- Rytigynia beniensis (De Wild.) Robyns
- Rytigynia biflora Robyns
- Rytigynia binata (K. Schum.) Robyns
- Rytigynia bomiliensis (De Wild.) Robyns
- Rytigynia bridsoniae Verdc.
- Rytigynia bugoyensis (K. Krause) Verdc.
- Rytigynia butaguensis (De Wild.) Robyns
- Rytigynia canthioides (Benth.) Robyns
- Rytigynia castanea Lebrun, Taton & Toussaint
- Rytigynia caudatissima Verdc.
- Rytigynia celastroides (Baill.) Verdc.
- Rytigynia claessensii (De Wild.) Robyns
- Rytigynia claviflora Hutch. & Dalziel
- Rytigynia concolor (Hiern) Robyns
- Rytigynia congesta (K. Krause) Robyns
- Rytigynia constricta Robyns
- Rytigynia dasyothamnus (K. Schum.) Robyns
- Rytigynia decussata (K. Schum.) Robyns
- Rytigynia demeusei (De Wild.) Robyns
- Rytigynia dewevrei (De Wild. & T. Durand) Robyns
- Rytigynia dichasialis Lantz & Gereau
- Rytigynia dubiosa (De Wild.) Robyns
- Rytigynia eickii (K. Schum. & K. Krause) Bullock
- Rytigynia erythroxyloides (Baill.) A.P. Davis & Govaerts
- Rytigynia euclioides Robyns
- Rytigynia ferruginea Robyns
- Rytigynia flavida Robyns
- Rytigynia friesiorum Robyns
- Rytigynia fuscosetulosa Verdc.
- Rytigynia gillettii Tennant
- Rytigynia glabra (K. Schum.) Robyns
- Rytigynia glabrifolia (De Wild.) Robyns
- Rytigynia gossweileri Robyns
- Rytigynia gracilipetiolata Robyns
- Rytigynia griseovelutina Verdc.
- Rytigynia hirsutiflora Verdc.
- Rytigynia humbertii Cavaco
- Rytigynia ignobilis Verdc.
- Rytigynia induta (Bullock) Verdc. & Bridson
- Rytigynia junodii (Schinz) Robyns
- Rytigynia kidaria (K. Schum. & K. Krause) Bullock
- Rytigynia kigeziensis Verdc.
- Rytigynia kiwuensis (K. Krause) Robyns
- Rytigynia krauseana Robyns
- Rytigynia laurentii (De Wild.) Robyns
- Rytigynia lebrunii Robyns
- Rytigynia lecomtei Robyns
- Rytigynia lenticellata Robyns
- Rytigynia leonensis (K. Schum.) Robyns
- Rytigynia lewisii Tennant
- Rytigynia liberica Robyns
- Rytigynia lichenoxenos (K. Schum.) Robyns
- Rytigynia longicaudata Verdc.
- Rytigynia longipedicellata Verdc.
- Rytigynia longituba Verdc.
- Rytigynia loranthifolia (K. Schum.) Robyns
- Rytigynia macrostipulata Robyns
- Rytigynia macrura Verdc.
- Rytigynia madagascariensis Homolle ex Cavaco
- Rytigynia mayumbensis Robyns
- Rytigynia membranacea (Hiern) Robyns
- Rytigynia microphylla (K. Schum.) Robyns
- Rytigynia monantha (K. Schum.) Robyns
- Rytigynia mrimaensis Verdc.
- Rytigynia murifolia Gilli
- Rytigynia mutabilis Robyns
- Rytigynia neglecta (Hiern) Robyns
- Rytigynia nigerica (S. Moore) Robyns
- Rytigynia nodulosa (K. Schum.) Robyns
- Rytigynia obscura Robyns
- Rytigynia oligacantha (K. Schum.) Robyns
- Rytigynia orbicularis (K. Schum.) Robyns
- Rytigynia parvifolia Verdc.
- Rytigynia pauciflora (Schweinf. ex Hiern) Robyns ex R.D. Good
- Rytigynia pawekiae Verdc.
- Rytigynia pergracilis Verdc.
- Rytigynia perlucidula Robyns
- Rytigynia phyllanthoidea (Baill.) Bullock
- Rytigynia pseudocaudata Verdc.
- Rytigynia pseudolongicaudata Verdc.
- Rytigynia pubescens Verdc.
- Rytigynia reticulata Robyns
- Rytigynia rhamnoides Robyns
- Rytigynia rubiginosa (K. Schum.) Robyns
- Rytigynia rubra Robyns
- Rytigynia ruwenzoriensis (De Wild.) Robyns
- Rytigynia saliensis Verdc.
- Rytigynia sambavensis Cavaco
- Rytigynia schumannii Robyns
- Rytigynia senegalensis Blume
- Rytigynia sessilifolia Robyns
- Rytigynia setosa Robyns
- Rytigynia seyrigii Cavaco
- Rytigynia sparsifolia (S. Moore) Robyns
- Rytigynia squamata (De Wild.) Robyns
- Rytigynia stolzii Robyns
- Rytigynia subbiflora (Mildbr.) Robyns
- Rytigynia syringifolia (Baker) A.P. Davis & Govaerts
- Rytigynia tomentosa (K. Schum.) Robyns
- Rytigynia torrei Verdc.
- Rytigynia uhligii (K. Schum. & K. Krause) Verdc.
- Rytigynia umbellulata (Hiern) Robyns
- Rytigynia undulata Robyns
- Rytigynia verruculosa (K. Krause) Robyns
- Rytigynia vilhenae Cavaco
- Rytigynia viridissima (Wernham) Robyns
- Rytigynia welwitschii Robyns
- Rytigynia xanthotricha (K. Schum.) Verdc.